# Bolaños de Campos
Bolaños de Campos és un municipi de la província de Valladolid a la comunitat autònoma espanyola de Castella i Lleó.

## Demografia
| 1991 | 1996 | 2001 | 2004 |
| ---- | ---- | ---- | ---- |
| 414  | 384  | 373  | 399  |

## Personatges il·lustres
- Jesús Pablo Mulero Collantes